# ROMANTIC MODE (アルバム)
『ROMANTIC MODE』（ロマンティック・モード）は、日本の音楽ユニットであるROmantic Modeが、1996年8月21日にキングレコード / KMWから発売された1枚目のスタジオ・アルバム。

## 背景・制作
自身初のスタジオ・アルバムで、ジョー・リノイエと外部作家の共同作詞を軸にしており、先行シングル「DREAMS」が収録されている。

## 批評
| 専門評論家によるレビュー | 専門評論家によるレビュー |
| レビュー・スコア         | レビュー・スコア         |
| 出典                     | 評価                     |
| ------------------------ | ------------------------ |
| CDジャーナル             | 否定的                   |

CDジャーナルは、「ちょこっと打ち込みの入った王道AOR路線で攻めまくるが同時に古さも感じる。ダンス・ビートに飽きたアダルト層がターゲットか。」と否定的に批評している。

## 収録曲
| 全編曲: ジョー・リノイエ & 鈴川真樹。 |                                      |                                      |                             |       |
| #                                     | タイトル                             | 作詞                                 | 作曲                        | 時間  |
| 1.                                    | 「Don't say 'bye-bye' to your life」 | 西脇唯                               | ジョー・リノイエ            | 5:06  |
| 2.                                    | 「BURNING LOVE」                     | ジョー・リノイエ 大塚千恵子          | ジョー・リノイエ            | 5:34  |
| 3.                                    | 「DREAMS」                           | ジョー・リノイエ 下村依子 [ 注釈 1 ] | ジョー・リノイエ            | 4:58  |
| 4.                                    | 「REGRET」                           | ジョー・リノイエ 大塚千恵子          | ジョー・リノイエ            | 5:08  |
| 5.                                    | 「JUST LIKE OLD TIMES」              | 麻倉晶                               | 鈴川真樹                    | 4:52  |
| 6.                                    | 「Star Gazer」                       | 比留間徹 ジョー・リノイエ            | ジョー・リノイエ ハリー細谷 | 5:05  |
| 7.                                    | 「ONE WAY LOVE」                     | 麻倉晶                               | 鈴川真樹                    | 5:16  |
| 8.                                    | 「Don't Stop Loving You」            | ジョー・リノイエ                     | ジョー・リノイエ            | 5:26  |
| 9.                                    | 「Brand New Day」                    | 本庄哲男 ジョー・リノイエ            | ジョー・リノイエ ハリー細谷 | 5:32  |
| 10.                                   | 「FRIENDS」                          | ジョー・リノイエ                     | ジョー・リノイエ            | 5:26  |
| 合計時間:                             | 合計時間:                            | 合計時間:                            | 合計時間:                   | 52:23 |

## 参加ミュージシャン

### ROmantic Mode
- Vocals & Back Ground Vocals : 麻倉晶
- Keyboards & Ground Vocals : ジョー・リノイエ
- Guitars & Keyboards : 鈴川真樹

### ADDITIONAL MUSICIANS
- Synthesizer Programming & Additonal Keyboards : ハリー細谷
- Tenor Sax : 春名正治(#4)
- Additonal Keyboards : 大竹徹夫(#9)